# Stephen Berry
Stephen Berry (18 maart 1951) is een Britse schaker met een FIDE-rating van 2314 in 2015. Hij is een FIDE-meester.
Van 10 t/m 13 november 2005 speelde hij mee in het Leuven open 2005 dat met 6.5 uit 7 door Vladimir Jepisjin gewonnen werd. Berry eindigde 6 punten op de tweede plaats
In april 2014 won Berry het English Seniors Championship dat werd gehouden in Sunningdale, Engeland.
In juni 2015 eindigde hij als tweede op het Open Seniorentoernooi in Bodensee.

## Trivia
Stephen Berry is columnist op de website van de Libertarian Alliance.